# Tombe d'Axel Wilhelm Eriksson
La tombe d'Axel Wilhelm Eriksson est située dans le village de Rietfontein près de Grootfontein, dans la région de Otjozondjupa en Namibie. Axel Wilhelm Eriksson était un ornithologue suédois mort en 1901. Sa tombe est classée monument national de Namibie depuis le 22 mars 1974.